# Rouyn-Noranda
Rouyn-Noranda – miasto w Kanadzie w prowincji Quebec, w regionie administracyjnym Abitibi-Témiscamingue. Miasto nie należy do żadnej regionalnej gminy hrabstwa (MRC) i dlatego też ma status terytorium równoważnego z regionalną gminą hrabstwa (TÉ).
Rouyn-Noranda powstało w rezultacie połączenia dwóch miast, Rouyn i Noranda, które zostały założone w 1926 roku nad brzegiem jeziora Osisko w wyniku odkrycia nieopodal bogatych zasobów miedzi w 1917 roku. W wyniku reorganizacji podziału administracyjnego w Quebecu w 2002 r., wszystkie gminy wchodzące w skład MRC Rouyn-Noranda połączyły się w jedno miasto.
Liczba mieszkańców Rouyn-Noranda wynosi 39 924. Język francuski jest językiem ojczystym dla 96,3%, angielski dla 1,8% mieszkańców (2006).
W mieście rozwinął się przemysł drzewny oraz mleczarski.

## Historia
- 1907 : Założenie kantonu Cléricy.
- 1916 : Założenie kantonu Rouyn.
- 1916 : Założenie kantonu Cadillac.
- 1920 : Założenie kantonu Bellecombe.
- 1920 : Założenie kantonu Montbeillard.
- 1926 : Kanton Rouyn staje się wsią Rouyn.
- 1926 : Założenie miasta Noranda.
- 1927 : Wieś Rouyn uzyskuje prawa miejskie.
- 1932 : Założenie wsi Rollet.
- 1935 : Założenie kantonu Destor.
- 1940 : Kanton Cadillac staje się wsią Cadillac.
- 1948 : Wieś Cadillac uzyskuje prawa miejskie.
- 1948 : Założenie gminy Évain.
- 1954 : Wieś Évain odłącza się od gminy Évain.
- 1976 : Utworzenie nowej gminy Évain poprzez połączenie dawnej wsi i gminy.
- 1978 : Kanton Cléricy staje się gminą Saint-Joseph-de-Cléricy.
- 1978 : Założenie gminy Saint-Guillaume-de-Granada.
- 1978 : Kanton Bellecombe staje się gminą.
- 1978 : Założenie gminy Saint-Norbert-de-Mont-Brun.
- 1979 : Założenie gminy Beaudry.
- 1979 : Założenie gminy Cloutier.
- 1979 : Założenie gminy Kinojévis.
- 1979 : Założenie gminy Rollet.
- 1980 : Założenie gminy Arntfield.
- 1980 : Założenie wsi Lac-Dufault.
- 1980 : Założenie gminy D'Alembert.
- 1980 : Kanton Montbeillard staje się gminą.
- 1981 : Kanton Destor staje się gminą.
- 1981 : Gmina Kinojévis staje się gminą McWatters.
- 1986 : Utworzenie miasta Rouyn-Noranda poprzez połączenie miast Rouyn i Noranda.
- 1995 : Włączenie do nowego miasta gminy Saint-Guillaume-de-Granada.
- 1997 : Gmina Saint-Norbert-de-Mont-Brun staje się gminą Mont-Brun.
- 1997 : Włączenie do miasta wsi Lac-Dufault.
- 1998 : Gmina Saint-Joseph-de-Cléricy staje się gminą Cléricy.
- 2000 : Włączenie do miasta gminy Beaudry.
- 2002 : Włączenie do Rouyn-Noranda miasta Cadillac oraz gmin Arntfield, Bellecombe, Cléricy, Cloutier, D'Alembert, Destor, Évain, McWatters, Montbeillard, Mont-Brun oraz Rollet.

## Sport
- Huskies de Rouyn-Noranda – klub hokejowy